# Патара-Цеми
Патара-Цеми (груз. პატარა ცემი) — село в Грузии, на территории Боржомского муниципалитета края (мхаре) Самцхе-Джавахети.

## География
Село находится на юге центральной части Грузии, к востоку от реки Боржомулы, на расстоянии 9 километров (по прямой) к юго-востоку от города Боржоми, административного центра муниципалитета. Абсолютная высота — 1373 метра над уровнем моря.

## Население
По результатам официальной переписи населения 2014 года в Патара-Цеми проживал один человек грузинской национальности.
| Год  | Население, человек |
| ---- | ------------------ |
| 2002 | 0                  |
| 2014 | ↗ 1                |